# David Boykin
David Boykin (* um 1970) ist ein US-amerikanischer Jazz- und Improvisationsmusiker (Saxophon, Klarinette, Bassklarinette, auch Gesang, Schlagzeug), Komponist und Hochschullehrer.

## Leben
David Boykin begann im Alter von 21 Jahren mit dem Klarinettenspiel; ab Mitte der 1990er Jahre arbeitete er in der Jazzszene von Chicago im Umfeld der AACM und der Velvet Lounge von Fred Anderson. Ende des Jahrzehnts gründete er die Formation David Boykin Outet, in der u. a. Nicole Mitchell und Chad Taylor spielten. 2001 nahm er mit dem Perkussionisten Bakari Davis das Duoalbum The Nextspiritmental Musics of Saxophonist David Boykin auf. Er wirkte außerdem bei Aufnahmen von Nicole Mitchells Black Earth Ensemble, des Joshua Abrams Quartet (Unknown Known, 2013) und Sonic Projections mit (The Secret Escapades of Velvet Anderson, 2014). Anfang der 2010er-Jahre leitete er die Formation Expanse, in der er mit Nicole Mitchell, Josh Abrams und Jim Baker spielte. 2020 legte er eine CD vor, auf der er Lyrik von Sun Ra vortrug (Boykin Reads Sun Ra).  Boykin ist Professor an der Roosevelt University Chicago und Leiter des Creative Music Ensemble an der DuSable Leadership Academy in Chicago.

## Auszeichnungen und Stipendien
- CAAP Grant, Chicago Department of Cultural Affairs, 2000
- Arts International Fund for US Artists Performing Abroad, 2002
- Illinois Arts Council Fellowship for Music Composition, 2005
- CAAP Grant, Chicago Department of Cultural Affairs, 2005

## Diskographische Hinweise
- David Boykin Outet – Evidence of Life on Other Planets Vol. 1 (Thrill Jockey, 1999)
- David Boykin Outet – Evidence of Life on Other Planets Vol. 2 (BOXmedia, 1999)
- 47th St. Ghost (Dreamline, 2001)
- The Eye of the Beholder (Dreamline, 2004)
- Boykin, Seigfried & Reed (Imaginary Chicago Records, 2004), mit Karl E. H. Seigfried, Mike Reed
- Microcosmic Sound Orchestra: Live at the Spareroom April 23 2005 (Sonic Healing Ministries, 2005)
- David Boykin Expanse Live at the Velvet Lounge (Sonic Healing Ministries, 2007), mit Nicole Mitchell, Jim Baker, Josh Abrams, Mike Reed
- David Boykin Expanse:  Fuck All Y'all (A Farewell to 2016) (Sonic Healing Ministries, 2016), mit Jim Baker, Alex Wing, Isaiah Spencer
- Sublimation (2020), mit Alex Wing, Marcus Ecans
- Ain't Nothing  Changed (EP, 2020)
- Expanse All Stars - Solar Suite at 63rd Street Beach (2021), mit Josh Abrams, Jim Baker, Alex Wing, Marcus Evans, Quentin Coaxum, Tony Herrera
- Progenitor (2021)
- Live at Unnamed Club (2022), mit Jim Baker, Alex Wing, Isaiah Spencer
- Peaking Into Distortion (2023) dto.